# Tomáš Koupal
R.D. Tomáš Koupal–Blatenský (20. prosince 1881 Plástovice – 8. srpna 1952 České Budějovice)
byl český katolický kněz, katecheta a apologeta v období první republiky.

## Život
Dne 24. července 1904 byl vysvěcen na kněze českobudějovickým biskupem Martinem Josefem Říhou a začal působit jako kaplan při zámecké kapli sv. Anny v Kolodějích nad Lužnicí ve farnosti Týn nad Vltavou(1904-06), poté též při filiálním kostele ve Slavči ve farnosti Trhové Sviny. Z důvodu trvalé nemoci dále nepůsobil v duchovní správě, ale věnoval se výuce katechismu a náboženství na školách, zejména v Českých Budějovicích (1906-1926), r. 1926 též v Hluboké nad Vltavou. Roku 1948 odešel trvale do penze, zemřel roku 1952 v Českých Budějovicích a je pohřben na hřbitově sv. Otýlie. Mimo pedagogickou činnost se věnoval též obraně katolické církve v období útoků proti ní za První republiky. Napsal několik drobných apologetických spisů, a kromě toho jednu syntetickou práci s názvem "Víra a kultura" (1925), která je jeho stěžejním dílem. Předložil zde syntézu katolického pohledu na českou historii, kterou rozdělil do pěti epoch: 1. Dobu katolickou 2. Dobu husitskou 3. Dobu protestantskou 4. Dobu druhokatolickou (pobělohorskou) 5. Dobu třetikatolickou (obrozenskou). V každém období zkoumá náboženství, národní povědomí, politiku, umění a všechna tvrzení podkládá hojnými citacemi renomovaných historiků jako např. Palacký, Krásl, Rezek, Tomek, Pekař aj. Shromáždil také doklady k podivuhodné události nálezu monstrance se sv. Hostií, ukradené roku 1845 ve farním kostele v Černici u Českého Krumlova a nalezené dobytčetem nedaleko Včelné u Českých Budějovic.

## Dílo
- Dvě církve na soudu dějin: odpověď na poselství evangelických pastorů, České Budějovice 1919.
- Bílá hora, České Budějovice 1919.
- Víra a kultura, Praha 1925.
- Památný kříž v lese nad Včelnou: Podivuhodný nález monstrance s Velebnou Svátostí v lese nad Včelnou u Č. Budějovic, České Budějovice 1945.